# Dolichowithius solitarius
Dolichowithius solitarius är en spindeldjursart som beskrevs av Clarence Clayton Hoff 1945. Dolichowithius solitarius ingår i släktet Dolichowithius och familjen Withiidae. Inga underarter finns listade i Catalogue of Life.